# Noelia Arroyo
Noelia María Arroyo Hernández (Cartagena, 14 de junio de 1979) es una periodista y política española del Partido Popular de la Región de Murcia, alcaldesa de Cartagena desde junio de 2021. Formó parte del Consejo de Gobierno de la Región de Murcia entre 2015 y 2019, donde fue Consejera de Cultura y Portavocía y de Transparencia, Participación y Portavocía.
En abril de 2018 fue elegida como candidata por el PP a la alcaldía de Cartagena de cara a las elecciones municipales de 2019 y es alcaldesa de Cartagena desde el 12 de junio de 2021, cumpliendo así el acuerdo de gobierno de coalición conformado por el PP, PSOE  y Ciudadanos el 15 de junio de 2019.
En mayo de 2023 revalidó la alcaldía al ganar las elecciones celebradas el 28 de mayo.
Noelia Arroyo está casada y es madre de una hija.

## Biografía
Nacida en 1979 en el casco histórico de Cartagena, Noelia Arroyo procede de una familia de comerciantes. Su abuelo paterno, Domingo Arroyo, regentó durante décadas una tienda de electrodomésticos en el casco antiguo que derivó en lo que hoy es Arroyo Sonido, la empresa que gestiona su padre, Juan Arroyo, especializada en el mundo audiovisual.
Su familia materna procede del barrio cartagenero de San Antón, y también han estado vinculados al comercio en el sector de la alimentación.

## Trayectoria profesional
Licenciada en Comunicación audiovisual por la Universidad Católica San Antonio de Murcia en 2001, tras realizar el máster organizado por Radio Nacional de España en la Universidad Complutense de Madrid inicia su trayectoria profesional en dicha emisora. Con carácter previo había realizado prácticas en la Agencia EFE y la Cadena SER.
Pasaría más tarde al grupo multimedia del diario La Verdad de Murcia, en el que fue responsable de comunicación audiovisual entre 2004 y 2012.
En 2014 se incorpora al Gobierno de la Región de Murcia como directora de Comunicación de la Consejería de Economía y Hacienda. También ejerció de Directora de Comunicación en la Campaña Electoral de 2015 con el candidato a la presidencia al Gobierno regional.

## Trayectoria política
En 2015, tras la victoria del PP en las elecciones autonómicas, Noelia Arroyo se incorporaba al Gobierno de la Región de Murcia como consejera de Cultura y Portavocía. En mayo de 2017, tras producirse el relevo al frente del mismo, el nuevo presidente, Fernando López Miras, la nombró consejera de Transparencia, Participación y Portavocía.
Tras tres años formando parte del Consejo de Gobierno de la Región de Murcia, en abril de 2018 el Partido Popular la elige candidata a la alcaldía de Cartagena para las elecciones locales de 2019,. En ellas obtiene siete concejales, y tras firmar un acuerdo de legislatura con el Partido Socialista Obrero Español y Ciudadanos, pasa a ser vicealcaldesa de la ciudad durante dos años antes de ocupar la alcaldía, a la que accede el 12 de junio de 2021. 
Al año siguiente, en octubre de 2022, es elegida Presidenta del Partido Popular de Cartagena.
El 28 de mayo de 2023 la candidatura del Partido Popular encabezada por Noelia Arroyo ganó las elecciones municipales en Cartagena, por lo que el 17 de junio era reelegida como alcaldesa con los votos de su grupo. En aquel proceso electoral Noelia Arroyo fue, además, la responsable del programa marco municipal del Partido Popular para toda España, tarea que el encomendó el nuevo presidente del PP Alberto Núñez Feijóo.
Antes de finalizar el año Noelia Arroyo asumiría también la presidencia de dos comisiones de la Federación Española de Municipios y Provincias: la Comisión de Violencia de Género y de Municipios con planta de ciclo combinado.
En febrero de 2024, en el Congreso local del Partido Popular fue reelegida como presidenta del PP de Cartagena.